# Anders Lind
Pour les articles homonymes, voir Lind.
Anders Von Lavergne Pegu Lind, né le 14 décembre 1998 à Hørsholm, est un pongiste danois. Il a été double champion du Danemark en simple.

## Biographie
Il a été champion du Danemark dans toutes les catégories jeune. Avec Alexander Valuch, il devient champion d'Europe espoir de double homme en 2017. 
Il est sacré deux fois champion du Danemark en simple senior en 2018 et en 2019.
Il a eu un grave accident de voiture en mars 2021 qui l'a blessé aux vertèbres et qui a failli le paralyser à vie,. Il est resté éloigné du tennis de table pendant trois mois.
Il remporte une médaille de bronze aux championnats d'Europe par équipes 2021 de tennis de table avec le Danemark. Cet événement marque son retour au plus haut niveau après son accident. Il reçoit le prix "Rien n'est Impossible". Il est décerné aux Star Award Gala qui récompensent les différents athlètes danois de l'année.
En 2023, aux championnats du monde de tennis de table à Durban, il est le seul européen qui réussit à se qualifier pour les quarts de finale. Il perd contre le futur finaliste Wanq Chuqin. Il bat notamment le coréen et 12e mondial à l'époque Jang Woo-jin en huitième de finale,.
Il gagne son premier tournoi international en s'imposant contre Xue Fei en finale du WTT Feeder 2023 à Olomouc. Il est 32e mondial en septembre 2023.
Lors du China Smash 2024, il bat le n°1 mondial Wang Chuqin.

## Parcours en club
Il joue pour le club de GV Hennebont TT depuis la saison 2020-2021. Il remporte avec ce club la Coupe d'Europe ETTU ainsi que le championnat de France de pro A pendant la saison 2022-2023. Il est l'un des meilleurs performers de la saison avec un ratio de 77% de victoires.
Il signe pour le club du Caen TTC pour la saison 2023-2024,.

## Style de jeu
C'est un gaucher avec un prise de raquette classique. Il a jeu basé sur la variation des effets et des services.

## Équipements
Anders Lind est sponsorisé par l'équipementier allemand de tennis de table Donic et a créé avec et pour la marque son propre bois de tennis de table en 2024.
Il utilise le bois Donic Anders Lind Hexacarbon et le revêtement Donic Bluegrip C2 sur les deux côtés.

## Vie privée
Il est marié à Daria Trigolos, pongiste professionnelle évoluant au TTC Weinheim.